# ABC Braga

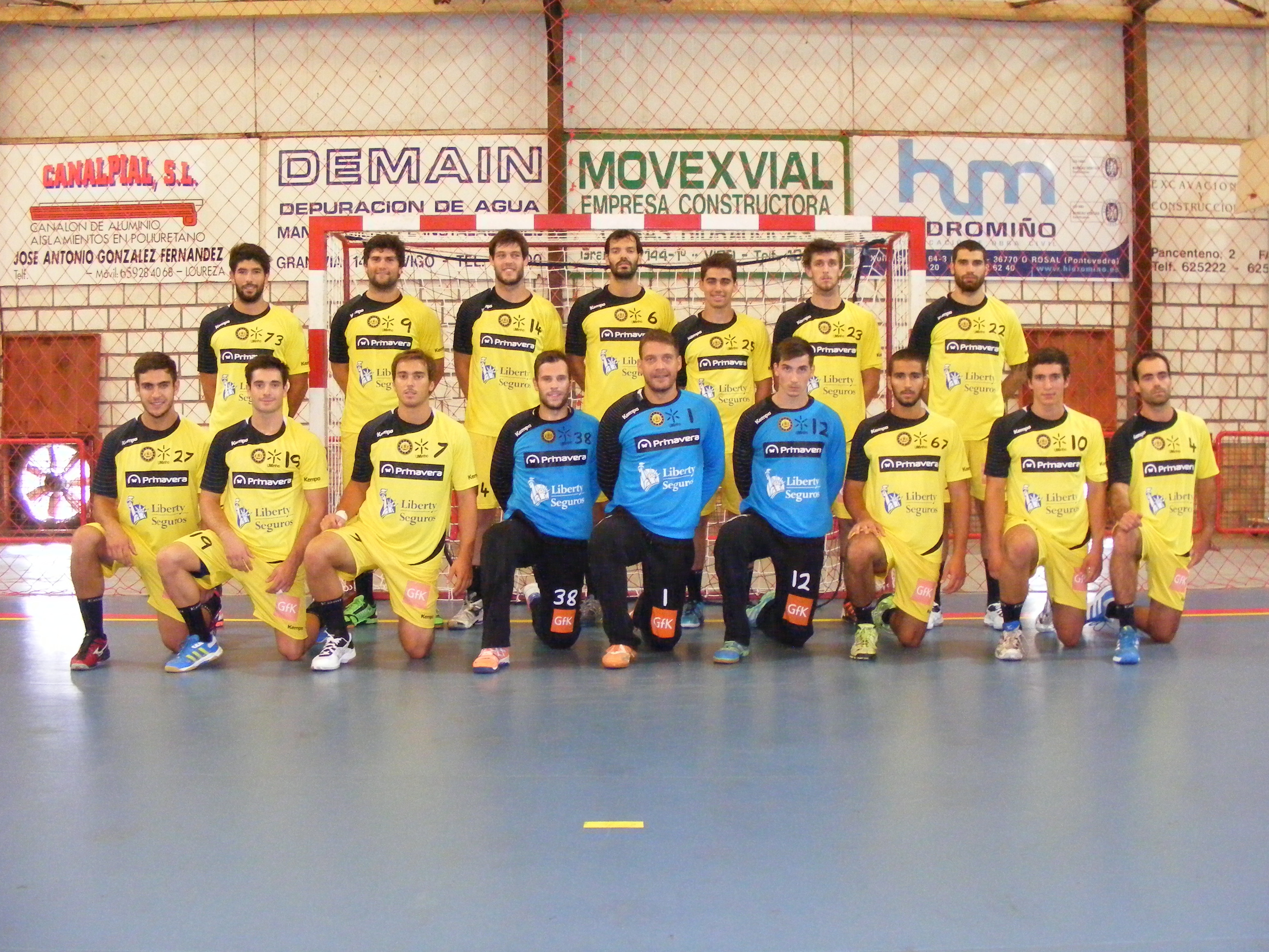
Squadra di ABC Braga al Trofeo Concello do Rosal 2013

L'Académico Basket Clube è una squadra di pallamano maschile portoghese con sede a Braga.

La squadra è stata fondata nel 1933.

## Palmarès

### Trofei nazionali
- Campionato portoghese: 13
  - 1986–87, 1987–88, 1990–91, 1991–92, 1992–93, 1994–95, 1995–96, 1996–97, 1997–98, 1999–2000, 2005–06, 2006–07, 2015–16
- Coppa del Portogallo: 12
  - 1989-90, 1990-91, 1991-92, 1992-93, 1994-95, 1995-96, 1996-97, 1999-2000, 2007-08, 2008-09, 2014-15, 2016-17
- Supercoppa: 6
  - 1990-91, 1991-92, 1992-93, 1995-96, 1998-99, 2014-15

### Trofei internazionali
- EHF Challenge Cup: 1
  - 2015-16.